# Morte di Diana Pifferi
La morte di Diana Pifferi è un caso di cronaca nera avvenuto a Milano nel luglio 2022, quando la trentasettenne Alessia Pifferi lasciò la figlia di un anno e mezzo in casa da sola per sei giorni, causandone la morte per stenti.

## Contesto
Alessia Pifferi nacque a Milano nel 1985. La madre, Maria Assandri, era banconista in un supermercato, mentre il padre Luciano custode di un palazzo in viale Lazio. Ha una sorella maggiore di quasi nove anni, Viviana. La famiglia viveva in un appartamento del quartiere periferico di Ponte Lambro. 
Secondo Pifferi, il padre era un individuo violento, con problemi di alcolismo, che talvolta picchiava la moglie. Entrambi i genitori sono stati accusati da Pifferi di averla trascurata a causa del lavoro e la bambina trascorreva gran parte del tempo accudita dai nonni materni, i quali morirono a breve distanza l'uno dall'altra quando Alessia aveva poco più di cinque anni. In seguito all'accaduto, la bambina si chiuse in sé stessa e si isolò dai compagni di scuola, oltre ad avere difficoltà negli studi, per le quali le fu affiancata per un anno un'insegnante di sostegno. A causa dei continui problemi di Alessia a scuola, gli insegnanti consigliarono alla famiglia di consultare uno psicologo o un neuropsichiatra. Secondo Maria Assandri, la psicologa disse che l'atteggiamento introverso di Alessia era solo una "fase passeggera".
Pifferi ha sostenuto di aver subito abusi sessuali quando aveva tra i dieci e gli undici anni da parte di un vicino di quartiere, da cui sua madre si recava per fare le pulizie e preparare i pasti, talvolta mandando la figlia in sua vece; in queste occasioni si sarebbero verificati i ripetuti abusi.
Dopo le scuole medie, Alessia si iscrisse a un istituto tecnico, dove continuò ad avere problemi nel seguire il programma scolastico. Maria Assandri fu informata dai professori, ma rifiutò di far seguire nuovamente la figlia da un insegnante di sostegno. Alessia si ritirò da scuola a quattordici anni; Maria Assandri ritiene che sia stata una sua scelta, mentre Pifferi afferma che sia stata sua madre a costringerla a lasciare gli studi per aiutarla in casa.
Dopo aver abbandonato la scuola, Pifferi si dedicò a vari lavori occasionali, tra cui baby-sitter, badante e addetta alle pulizie. Quando aveva vent'anni, si trasferì a Palermo per sposarsi con Francesco Miranda, un fabbro palermitano di cinquantacinque anni, che aveva conosciuto tramite la sorella di lui. La convivenza fu difficile, anche a causa della loro disoccupazione; in seguito a un aborto e a un'operazione chirurgica, Pifferi fu convinta da sua madre a tornare a vivere a Milano, trasferendosi presso l'abitazione dei genitori a Ponte Lambro. Poco tempo dopo, Alessia e Francesco si separarono. Nel 2009 morì Luciano Pifferi e in seguito Maria Assandri si trasferì a Crotone, città d'origine del suo nuovo compagno.
Nell'estate del 2020, Pifferi conobbe su un sito di incontri Angelo Mario D'Ambrosio, un piccolo imprenditore di Leffe, con cui andò a convivere alla fine di agosto dello stesso anno, quando era già incinta di un altro uomo; la donna disse in seguito di non essersi resa conto della gravidanza fino al momento del parto, venendo però contraddetta da Maria Assandri, la quale sostiene che la figlia l'avrebbe informata di aspettare un bambino, pregandola di mantenere il segreto. Alessia non si sottopose ad alcun controllo per monitorare la gravidanza. Pifferi partorì il 29 gennaio 2021 nel bagno della residenza di D'Ambrosio e chiamò la neonata Diana in onore di Diana Spencer. La bambina fu portata in ospedale da Pifferi e vi rimase per più di un mese, essendo nata prematura e con problemi ai reni.
L'identità del padre della bambina non è stata rivelata, poiché Pifferi ha sostenuto di non sapere chi fosse, sebbene un audio indichi il contrario. In seguito alla nascita di Diana, nel febbraio del 2021 D'Ambrosio lasciò Pifferi, la quale tornò a vivere a Ponte Lambro, aiutata dalla madre. Diana non fu registrata dai servizi sociali, non compariva nelle liste di attesa degli asili nido locali e non era assistita dalla caritas locale. Inoltre, non era sottoposta a regolari visite e vaccinazioni.
Nella primavera del 2021 la coppia tornò a frequentarsi, senza convivere, e nell'aprile del 2021 D'Ambrosio propose a Pifferi di passare insieme un weekend lungo in Liguria e in Costa Azzurra. Diana venne lasciata a Ponte Lambro, affidata alle cure della nonna, ma proprio in quei giorni venne colpita da febbre molto alta. Assandri allora si fece accompagnare da Miranda nell'ospedale di Bergamo, dopo aver cercato senza successo di contattare la figlia; a causa delle restrizioni allora in vigore contro la pandemia di COVID-19, era richiesta la presenza della genitrice di Diana per acconsentire al ricovero. Assandri telefonò incessantemente a Pifferi fino alle due di notte; quando alla fine rispose, affermò di non poter tornare prima del mattino seguente. L'evento portò Assandri a prendere in considerazione la possibilità di contattare gli assistenti sociali. La bambina venne poi ricoverata e in seguito dimessa.
Dopo questo ricovero di Diana, Pifferi e D'Ambrosio tornarono a vivere insieme a Leffe, assieme alla piccola. La convivenza durò fino alla fine del 2021, quando D'Ambrosio lasciò di nuovo Pifferi, che tornò a vivere a Ponte Lambro assieme a Diana. Pifferi rimase con la bambina e senza lavoro: viveva grazie agli aiuti economici e alimentari che sua madre le inviava da Crotone. Dopo alcune relazioni brevi, tutte iniziate su siti di incontri, nei primi giorni di giugno del 2022 Pifferi fu di nuovo contattata da D'Ambrosio e i due ripresero a frequentarsi, senza convivere ma con diverse visite reciproche. Per le sue trasferte a Leffe, Alessia iniziò a servirsi di costosi driver privati, per pagare i quali cominciò a prostituirsi facendosi trovare i clienti da un vicino di casa. Inoltre, in un'occasione, Alessia disse falsamente ad amici e conoscenti di voler organizzare il battesimo per Diana, così da poter ottenere regali e denaro. Con i soldi così ottenuti, Pifferi a luglio affittò una limousine con autista con cui andare a Leffe per raggiungere D'Ambrosio e portarlo a cena sul lago di Endine. Quando Assandri fu informata, chiese a Pifferi dove si trovasse Diana e la donna disse che era a casa con una baby-sitter.
L'intera vicenda è stata ricostruita giorno per giorno in un libro del giornalista Alessandro Gilioli.

## Il fatto
Il 14 luglio 2022, intorno alle 19:00, Pifferi uscì di casa per andare da D'Ambrosio a Leffe e si assentò per sei giorni. Durante questo periodo, Assandri la chiamò ripetutamente; Pifferi le fece credere di essere nella propria abitazione, rispondeva svogliatamente e rifiutandosi di mostrarle Diana attraverso videochiamate, dicendo che stava dormendo. Lunedì 17 luglio, tre giorni dopo la partenza di Pifferi, lei e D'Ambrosio passarono da Milano durante un breve viaggio dovuto al lavoro di lui, senza che la donna ritenesse opportuno approfittare del viaggio per recarsi a casa dalla bambina di un anno e mezzo che aveva lasciato da sola.

### Ritrovamento del corpo
Il 20 luglio 2022, alle undici del mattino, Pifferi fece ritorno nella sua casa di Ponte Lambro e trovò Diana priva di vita sul lettino da campeggio su cui si trovava. Dopo aver tentato di rianimarla, Pifferi chiese aiuto a una vicina di casa e chiamò i soccorsi. Le persone giunte sulla scena non poterono che constatare la morte della bambina; dallo stato del suo corpo, realizzarono che dovesse essere morta dalle ventiquattro alle quarantotto ore prima.
Secondo le testimonianze, Pifferi manifestò uno strano comportamento, non esprimendo particolare sofferenza per la situazione. Raccontò di aver trovato il corpo rincasando dopo qualche giorno, lasso di tempo nel quale avrebbe affidato la figlia a una baby-sitter, con cui sarebbe rimasta in contatto tramite videochiamate durante la sua assenza da casa. Tuttavia, Pifferi non fu in grado di fornire alle forze dell'ordine un contatto della presunta baby-sitter e cominciò a contraddire la sua versione dei fatti, prima affermando che il nome della donna fosse Giovanna e poi cambiandolo in Jasmine. Pifferi fu portata in questura, dove emerse che Diana fosse stata lasciata sola in casa dalla madre per sei giorni senza cibo né acqua, tranne che per un piccolo biberon pieno di latte posato accanto a lei sul lettino e un altro di tè freddo. L'autopsia rivelò che Diana fosse morta di fame e disidratazione tra il 18 luglio e il 20 luglio e che fosse arrivata a cercare di mangiare il suo stesso pannolino.

### L'interrogatorio
Durante il primo interrogatorio in questura, Alessia Pifferi parlò della sua relazione con Angelo Mario D'Ambrosio. La donna aveva preso l'abitudine di trascorrere da lui i weekend, uscendo il venerdì sera e rientrando di lunedì, lasciando Diana sola a casa per più giorni consecutivi; prima di andarsene, metteva accanto alla figlia dei biberon e bottigliette d'acqua o tè, con cui la piccola si sarebbe sostentata fino al rientro della madre: a detta di Pifferi, al suo ritorno la bambina era sempre in buone condizioni. Pifferi non riuscì a spiegare perché quella volta si fosse assentata sei giorni invece dei consueti due. Gli inquirenti trovarono nelle valigie che la donna aveva con sé oltre trenta abiti da sera, mentre in casa non erano presenti alimenti adeguati per una bambina dell'età di Diana.
Pifferi dichiarò che non si aspettava che la bambina sarebbe potuta morire per la sua prolungata assenza; in un primo tempo negò di essere tornata a Milano durante i sei giorni in cui Diana fu lasciata sola. Venne arrestata con l'accusa di omicidio volontario pluriaggravato e trasferita al carcere di San Vittore di Milano. Nell'interrogatorio di garanzia del giorno dopo ammise di essere stata brevemente a Milano il mattino del 18 luglio.

## Il processo
Il processo ebbe inizio nel marzo 2023, ed era finalizzato a comprendere se Pifferi fosse capace di intendere e di volere quando si erano svolti i fatti. L'avvocato per la difesa Alessia Pontenani affermò che Pifferi avesse un grave ritardo mentale, certificato da quando aveva sei anni, e che la famiglia potesse non essersi resa conto della situazione in quanto mancava dei mezzi necessari per prendere consapevolezza.
Pifferi disse di non aver ricevuto alcuna assistenza per prendersi cura della bambina, sebbene la madre e la sorella replicarono che l'assistevano come potevano: durante il confinamento pandemico, Assandri videochiamava più volte al giorno la figlia e le inviava dei soldi ogni mese. Pifferi, per impedire che la madre le inviasse ulteriore denaro, le aveva detto di ricevere cinquecento euro mensili da parte del padre di Diana (nonostante in aula abbia affermato di non conoscerne l'identità), sebbene ciò sia stato smentito. Viviana disse di aver consegnato alla sorella dei moduli da compilare per ricevere dei sussidi appositi per donne con figli piccoli in difficoltà, ma Pifferi non lo ha mai fatto.
Pifferi disse di non ricordarsi se avesse effettuato prostituzione o se avesse invitato uomini in casa, nonostante le chat rinvenute sui suoi dispositivi mobili lo confermassero. La donna sostenne inoltre di non aver consumato rapporti sessuali nella stessa stanza in cui si trovava la piccola, ma anche questa dichiarazione è stata messa in dubbio da alcune delle chat. In uno scambio di messaggi tra Pifferi e un uomo conosciuto in una chat, quest'ultimo espresse il "desiderio di baciare anche Diana", al quale Alessia rispose dandogli la sua conferma.
Un vicino di casa di Pifferi venne accusato di favoreggiamento della prostituzione a causa della scoperta di chat tra i due nelle quali Pifferi gli chiedeva aiuto per trovare possibili clienti e lui dava il suo consenso; l'uomo si difese sostenendo di aver solo aiutato un'amica e di non aver praticato lo sfruttamento della donna e di non averne ricavato denaro.
Pifferi disse di non ricordare di aver lasciato la figlia a casa da sola per sei giorni. D'Ambrosio affermò di non sapere che, durante la vacanza trascorsa con Alessia, Diana fosse rimasta a casa da sola, in quanto Pifferi gli aveva mentito riferendogli che la bambina fosse al mare con Viviana. Alla domanda sul perché non andò a controllare la figlia approfittando del breve rientro a Milano il 17 luglio, Pifferi rispose di aver avuto paura della reazione di D'Ambrosio, che a suo dire aveva sempre disapprovato la presenza di Diana nella loro vita. Pifferi disse di ritenere "cruciali" per la loro relazione quei sei giorni di vacanza, motivo per cui avrebbe deciso di non interromperli nonostante la preoccupazione per la sorte della figlia.
Venne ipotizzato che Pifferi somministrasse a Diana dei tranquillanti affinché non piangesse quando veniva lasciata sola in casa, con il rischio di attirare l'attenzione di qualcuno. L'autopsia rivelò nei capelli della bambina tracce di benzodiazepine (una boccetta venne ritrovata in casa, sebbene Pifferi disse che dovesse appartenere a uno degli uomini che le aveva fatto visita), ma non nel suo stomaco o nelle bevande ritrovate nel letto, escludendo quindi che fosse stata drogata.
Il perito psichiatrico consulente della difesa, durante la sua testimonianza, ha dichiarato che Pifferi non volesse causare la morte della figlia e che probabilmente non distinguesse i giorni, pertanto non era da considerare responsabile per le proprie azioni. Tuttavia, il perito consulente della corte effettuò una perizia sulla donna e decretò che Pifferi non avesse alcun deficit cognitivo e che al momento dei fatti fosse pienamente in grado di intendere e di volere.
Successivamente, il PM Francesco De Tommasi effettuò un'indagine su sette persone, tra cui Pontenani e le due psicologhe carcerarie che avevano seguito Pifferi prima del processo, per accusarle di favoreggiamento e falso ideologico; riteneva che avessero manipolato Pifferi e modificato la documentazione sul suo stato mentale così da far credere al processo che avesse un deficit cognitivo. Per questo motivo, la documentazione relativa è stata dichiarata nulla in aula.
Il 13 maggio 2024, Alessia Pifferi venne dichiarata colpevole di omicidio volontario, senza l'aggravante di premeditazione, ma con le aggravanti dei futili motivi e della parentela di primo grado con la vittima, e quindi condannata in primo grado all'ergastolo, oltre che al risarcimento di ventimila euro nei confronti della sorella e di cinquantamila nei confronti della madre.
Nel giugno 2024 Francesco Miranda, ex marito di Alessia Pifferi, è stato trovato senza vita nella sua abitazione. Nei giorni precedenti alla morte aveva lamentato forti dolori allo stomaco, per i quali era stato sottoposto a una gastroscopia quarantotto ore prima del decesso. L'avvocata della difesa di Pifferi ha avanzato l'ipotesi che questa morte possa essere in qualche modo collegata con la vicenda della sua assistita ma, dopo l'autopsia, la morte di Miranda è stata archiviata come naturale.
Pifferi ha fatto ricorso in appello: la domanda è stata accolta e fissata per il 29 gennaio 2025. L'11 febbraio 2025 la difesa ha ottenuto una nuova perizia psichiatrica per l'imputata. Il 28 febbraio 2025, alla terza udienza del processo di appello, Pifferi non si è presentata in aula, sostenendo di essere stata picchiata nel carcere di Vigevano da altre detenute.

## Influenze culturali
Il caso è stato ricostruito in un libro del 2025, "Un futuro gioioso davanti" (editore Nutrimenti), opera del giornalista Alessandro Gilioli, che ripercorre tutta la vita di Alessia Pifferi fino alla morte della figlia Diana e al processo. 
Nel suo romanzo "Cuore nero" (editore Rizzoli) la scrittrice Silvia Avallone inserisce un personaggio di fantasia ispirato ad Alessia Pifferi.